# Robert Ley (Unternehmen)
Die Robert Ley Damen- und Herrenmoden GmbH & Co. KG ist ein Bekleidungsunternehmen mit Sitz in Euskirchen und 22 Filialen in Nordrhein-Westfalen, Rheinland-Pfalz und Hessen. Das Unternehmen beschäftigt rund 500 Mitarbeiter und vertreibt unter verschiedenen Filialkonzepten Bekleidung.
Zu der Ley-Gruppe gehören die Robert Ley-Fashion-Stores, -City-Stores und -Outlets, Cruse Classics, die LEY’S Markenmoden Megastores, der Ausstatter Bertram & Frank, die Boutiquen Edda und Rosa, sowie der Young-Fashion-Store Cube115. Die Größe der Filialen variiert von Boutiquen bis zu 5000 m² großen Megastores.

## Geschichte
1893 gründete der Urgroßvater der heutigen Firmeninhaber die Tuchhandlung Carl Ley mit einer angeschlossenen Schneiderei, aus der sich ein Herren- und Knabenbekleidungsgeschäft entwickelte. Im Jahr 1953 übernahm Robert Ley († 22. Juli 2016) den Betrieb seines Vaters und baute das während des Zweiten Weltkriegs stark beschädigte Euskirchener Stammhaus wieder auf.
In den 1970er bis 1990er Jahren expandierte das Unternehmen und eröffnete Filialen in Düren, Bonn, Düsseldorf und Köln. Zum 1. Januar 1999 wurde die ehemalige Einzelfirma in die Robert Ley Damen- und Herrenmoden GmbH & Co. KG umgewandelt. Gesellschafter sind seitdem Harry und Jochen Ley, die Söhne von Robert Ley.

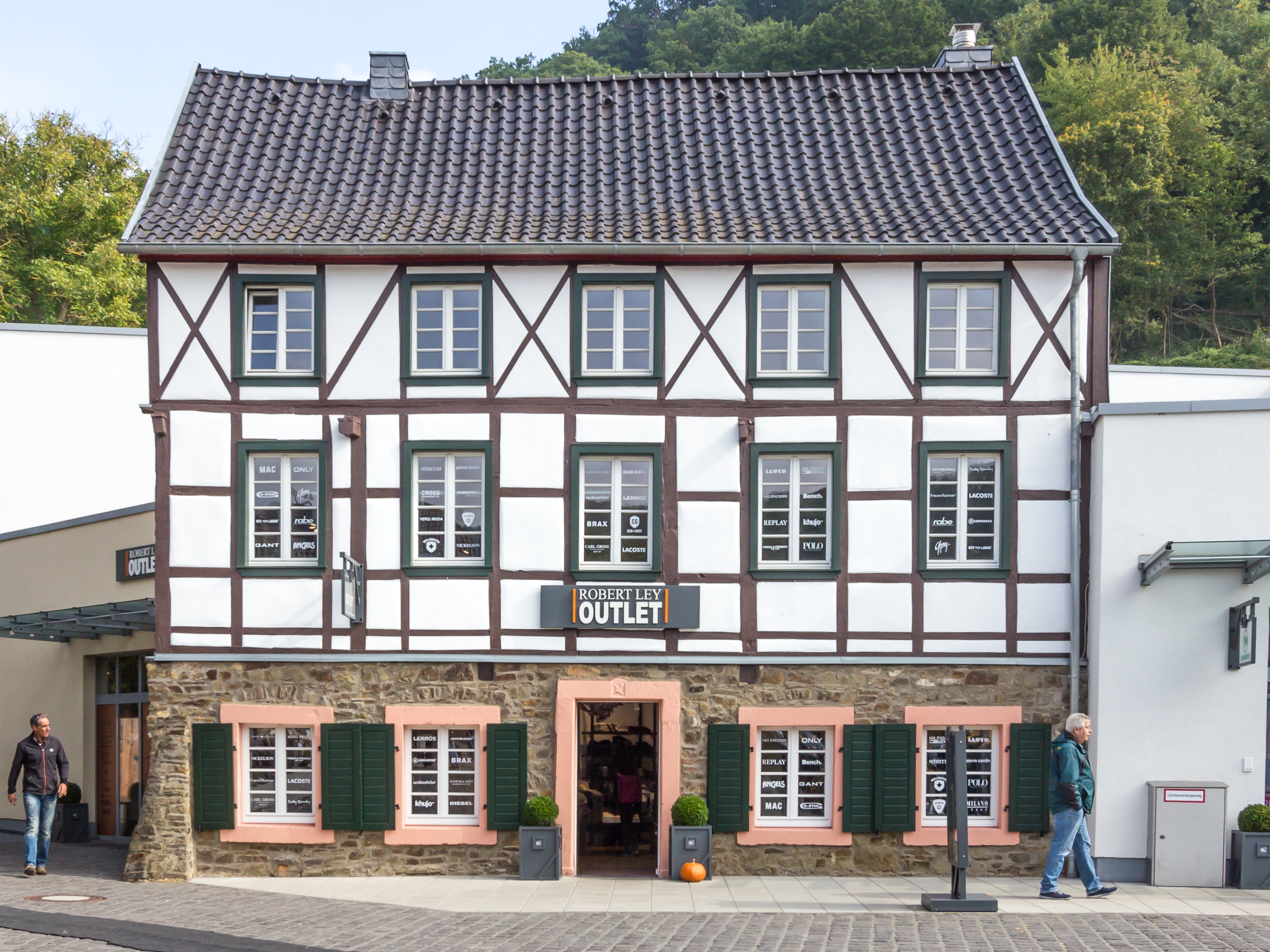
Robert Ley Outlet, Bad Münstereifel

Die bisher nur in den Innenstädten ansässigen Modehäuser wurden durch Robert Ley Classic-Stores an der Peripherie erweitert. 2003 wurde Georg Cruse Mitgeschäftsführer des Unternehmens und das 3500 m² große Neusser Modehaus Cruse Classics in die Firma integriert. 2005 eröffnete ein LEY'S Markenmoden Megastore auf über 2500 m² Verkaufsfläche im Frechener Gewerbegebiet, 2006 ein weiteres Bekleidungshaus in Mülheim-Kärlich mit 3500 m² und 2007 in Weiterstadt der bisher größte Megastore des Unternehmens mit 5000 m² Fläche. Am 6. März 2014 eröffnete die Ley Gruppe einen Megastore in Münster. An fünf Standorten in Deutschland offeriert die Ley-Gruppe in sogenannten Robert-Ley-Outlets Bekleidung zu vergünstigten Preisen.

## Sonstiges
Die Robert Ley Damen- und Herrenmoden GmbH & Co. KG vertrieb bis vor einigen Jahren Tuchwaren in kleinen Auflagen, die mit alten Museums-Webstühlen der historischen Tuchfabrik Müller hergestellt wurden.